# لي هاردينغ (مصور)
لي هاردينغ (بالإنجليزية: Lee Harding)‏ هو مصور أسترالي، ولد في 19 فبراير 1937 في كولاك في أستراليا.